# Vapour
Vapour est un système de distribution de contenu automatique. En clair Vapour est un logiciel permettant de gérer les mods de jeux vidéo un peu à l'image de Steam. Il sait aussi gérer (installer, mettre à jour, désinstaller) les cartes non officielles de quelques mod. De plus il permet la distribution de jeux indépendants (standalone).

## Liste des jeux gérés par Vapour
- Half-Life
- Half-Life²
- Doom 3
- Quake 3
- Quake 4
- Unreal Tournament 2004

## Liste des mods gérés pour les cartes non officielles
- Half-Life²
- Half-Life Deathmatch
- Day of Defeat: Source
- Counter-Strike: Source

## Liste des jeux distribués
- Alien Arena 2006
- Head Over Heels
- .kkrieger
- Zelda Classic

## Mort du logiciel
Vapour n'est plus maintenu à jour, le site officiel recommande d'utiliser CrosuS.